# Velká šestka (kniha)
Velká šestka (1940, The Big Six) je devátý díl románového cyklu anglického spisovatele Arthura Ransoma o prázdninových dobrodružstvích dvou dětských sourozeneckých skupin, které se nazývají Vlaštovky a Amazonky, a jejich přátel.
Kniha vypráví další příběh Klubu Lysek a je tedy opět z hlediska celého cyklu poněkud netypická, protože v ní (stejně jako v předcházejícím příběhu tohoto klubu) Vlaštovky a Amazonky nevystupují. Sourozenci Dick a Dorotka Callumovi tráví své letní prázdniny ve společnosti svých starých přátel v povodí řek Yare a Bure v Norfolku na východě Anglie. Tu najednou začne někdo na řece odvazovat a pouštět po proudu cizí lodě. A ať je to jakkoli neuvěřitelné, podezření padá právě na Klub Lysek, o kterém si doposud všichni mysleli, že jde o slušné chlapce a děvčata, kteří se snaží chovat jako praví námořníci a chrání vodní ptactvo hnízdící na řece. Kruh stop se však okolo klubu stahuje a již se zdá, že jeho členové budou muset lodí i řeky nadobro zanechat. Děti však zakládají po vzoru Scotland Yardu společnost detektivů a připraví na skutečného pachatele promyšlenou past.

## Česká vydání
- Velká šestka, SNDK, Praha 1967, přeložila Zora Wolfová, znovu Albatros, Praha 2002 a Toužimský & Moravec, Praha 2006.